# ريتشارد إل. باركلي
ريتشارد إل. باركلي (بالإنجليزية: Richard L. Barclay)‏ هو سياسي أمريكي، ولد في 5 يونيو 1937 في أوبرلين في الولايات المتحدة. حزبياً، نشط في الحزب الجمهوري. وقد انتخب عضو مجلس نواب أركنساس.